# Raïon de Torbéievo
Le raïon de Torbéievo (en russe : Торбе́евский райо́н, en erzya:Торбейбуе, Torbejbuje, en moksha: Тарбеень аймак, Tarbejeń ajmak) est un raïon de la république de Mordovie, en Russie.

## Géographie
D'une superficie de 1 124,9 km2, le raïon de Torbéievo est situé au sud-est de la république de Mordovie .
Le raïon de Torbéievo est bordé à l'est par le raïon de Kovylkino, au nord par le raïon d'Atiourevo et le raïon de Temnikov, à l'ouest par le raïon de Zoubova Poliana de la république de Mordovie, au sud pat raion Spassky de l'oblast de Penza.

## Économie
L'économie est dominée par la production agricole.
Une puissante station de compression de gaz du gazoduc Ourengoy-Pomary-Oujgorod a été construite et fonctionne dans le centre régional de Torbeevo.
Une autre grande entreprise est une usine de transformation de la viande (CJSC Torbeevsky).

## Démographie
La population du raïon de Torbéievo a évolué comme suit:
| 1970   | 1979   | 1989   | 2002   | 2009   |
| ------ | ------ | ------ | ------ | ------ |
| 39 253 | 31 307 | 26 304 | 23 285 | 21 441 |

| 2011   | 2015   | 2020   | - | - |
| ------ | ------ | ------ | - | - |
| 21 352 | 19 722 | 18 287 | - | - |

## Galerie

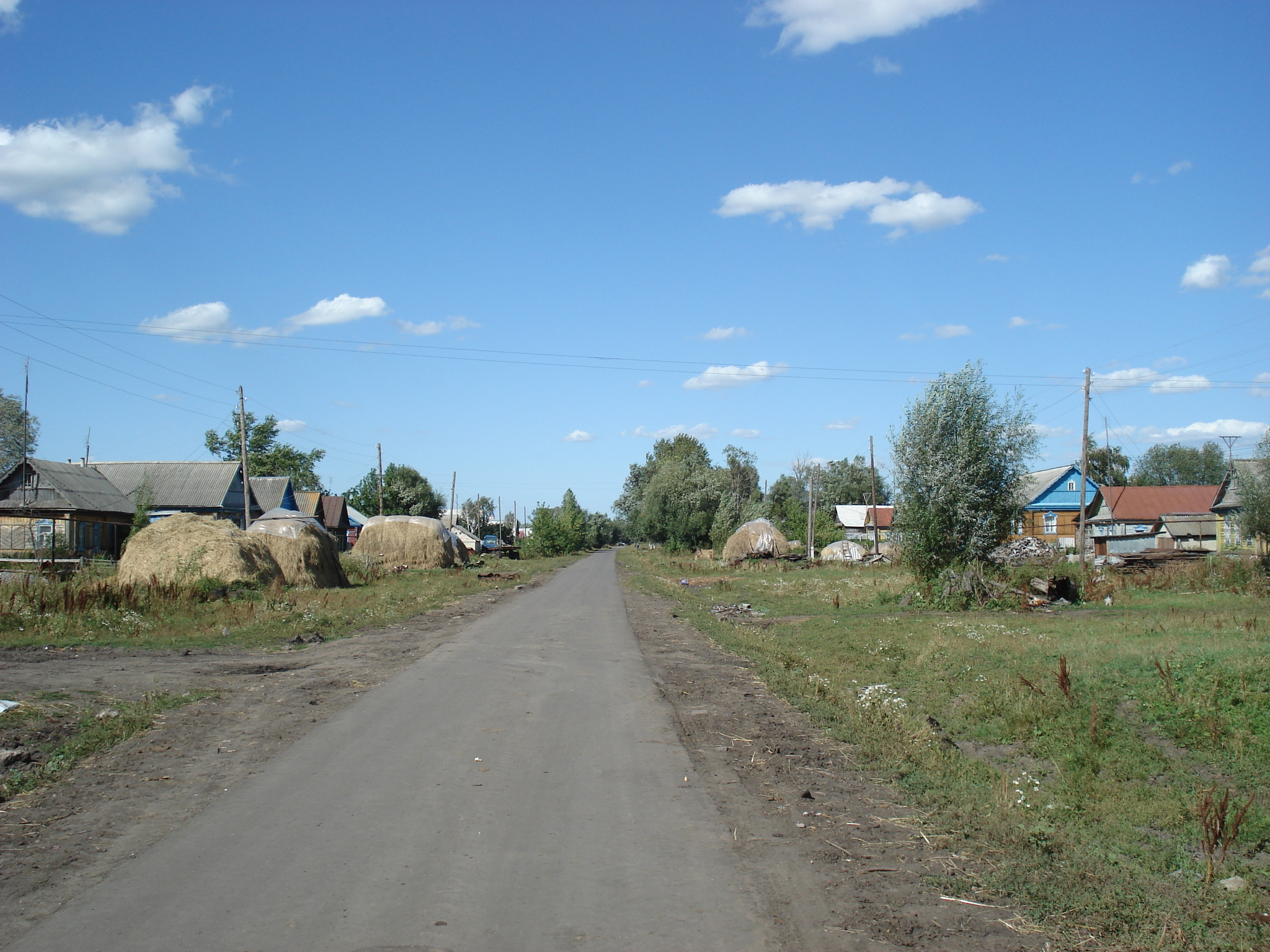
Rue principale du village de Drakino.
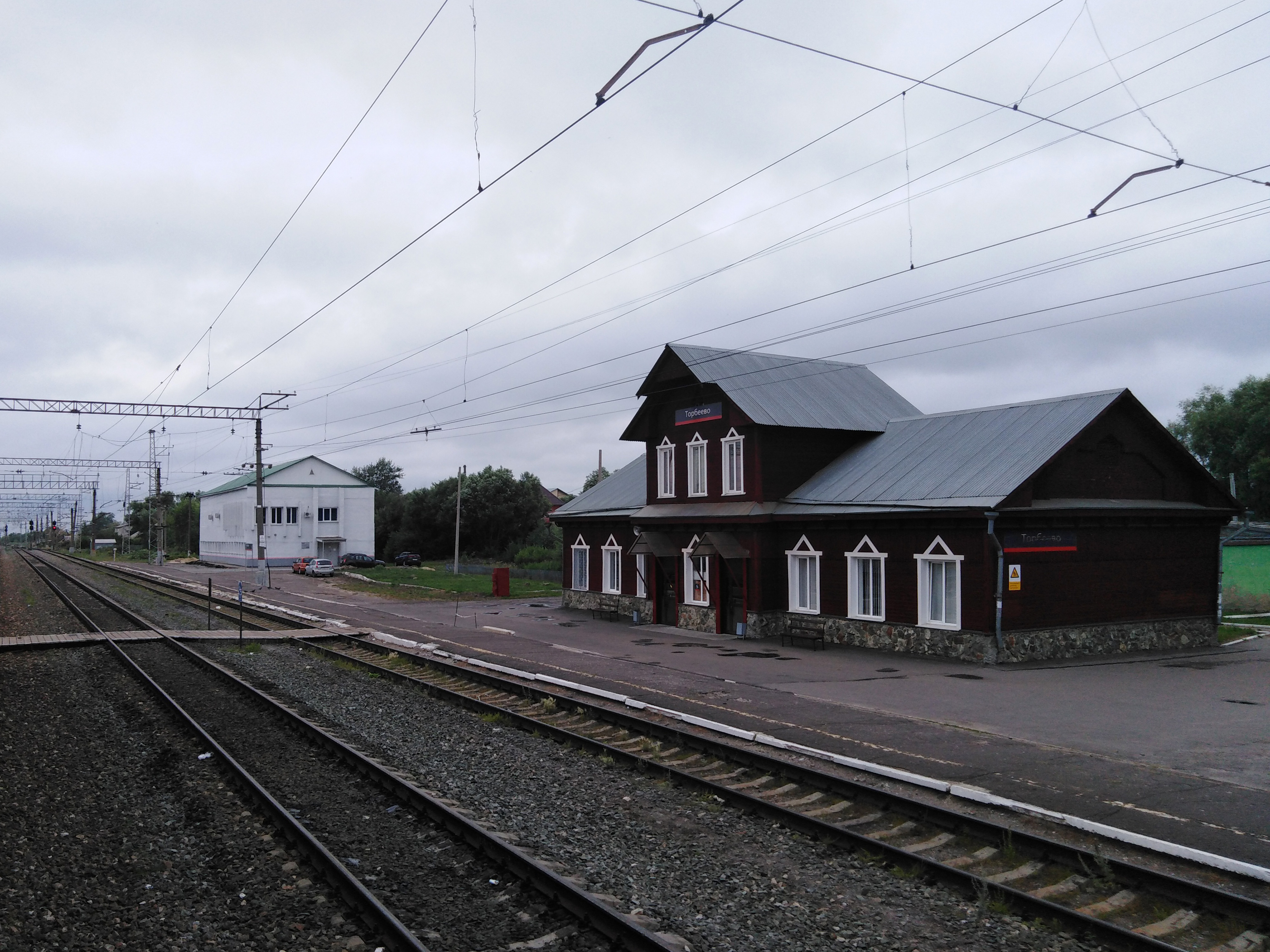
Gare de Torbéievo.
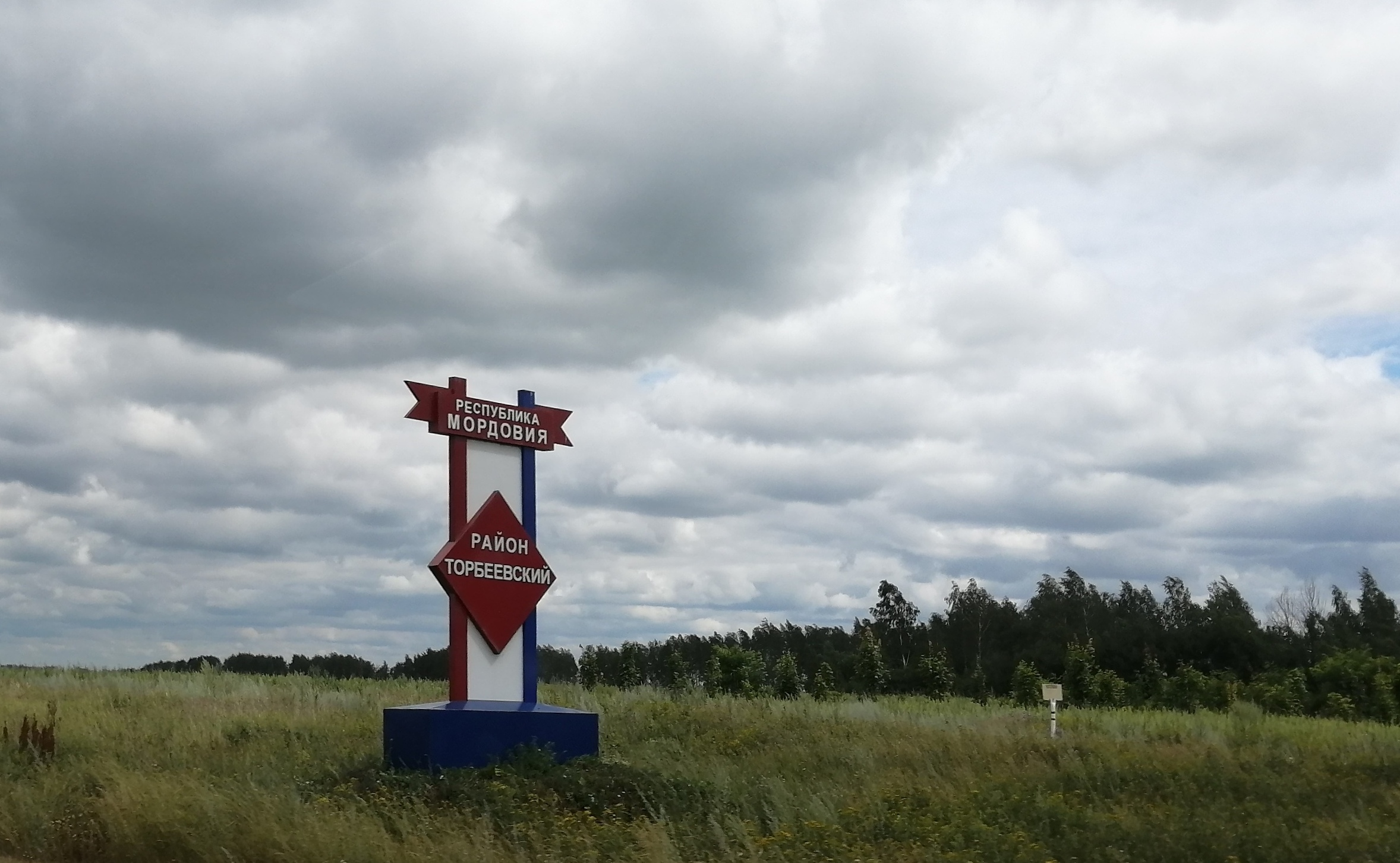
Stèle à Torbéievo.